# Brunpannad fotblomfluga
Brunpannad fotblomfluga (Platycheirus brunnifrons) är en tvåvingeart som beskrevs av Nielsen 2004. Brunpannad fotblomfluga ingår i släktet fotblomflugor, och familjen blomflugor. Arten är reproducerande i Sverige. Inga underarter finns listade i Catalogue of Life.